# Cladodromia pollinosa
Cladodromia pollinosa är en tvåvingeart som beskrevs av Collin 1938. Cladodromia pollinosa ingår i släktet Cladodromia och familjen dansflugor. Inga underarter finns listade i Catalogue of Life.